# 堀雅昭
堀 雅昭（ほり まさあき、1962年5月6日 - ）は、日本の近現代史ノンフィクション作家。地方在住・編集ディレクター。UBE出版代表。

## 来歴と作品
1962年5月6日、山口県宇部市の一般的なサラリーマン家庭の長男として生まれる。
宇部市立藤山小学校、同藤山中学校、山口県立宇部高等学校理数科を卒業（庵野秀明の２年後輩）。
山口大学理学部生物学科（千葉喜彦研究室）を卒業し、九州の製薬会社研究所（薬理研究室）に就職。その後、公立中学校臨時採用教員、非常勤講師等を経て作家活動をはじめる。
2022年8月刊行の『宇部と俵田三代』の出版を機に、UBE出版を立ち上げる。

堀は曽祖母の家系に関わる椿八幡宮近くの墓所の調査と毛利家文書を柱とする文献取材から『靖国の源流　初代宮司・青山清の軌跡』（2010年、弦書房）、『琴崎八幡宮物語』（2011年、琴崎八幡宮）、『靖国誕生』（2014年、弦書房）、『靖国神社とは何だったのか』（令和2年、宗教問題）など、家歴に関係する作品を上梓した。
祖父の堀磨は大分県直入郡宮砥村（現、大分県竹田市の一部）の出身で、宮砥村村長・堀頼彦の次男（長男の堀金馬の孫は筑波大学名誉教授の堀洋道）。磨は日韓併合直前に渡韓し、朝鮮総督府官吏（郵便局長歴任、最終履歴は総督府営林廠書記官）となるが、大正末に宇部市に入り、沖ノ山炭鉱（後の宇部興産、現・UBE）の人事係として、主に朝鮮人労働者の労務管理を担った。『寺内正毅と近代陸軍』（2019年、弦書房）を書くきっかけが、祖父・磨が「朝鮮総督府に勤めていたから」と同書の「あとがき」で語っている。
堀の『井上馨　―開明的ナショナリズム』（2013年、弦書房）は継母ヒサの祖父の萩椿八幡宮青山大宮司家と井上馨の祖先が縁続きになる関係から、東京広尾の井上旧侯爵家（東京大学名誉教授・井上光貞〔昭和58年没〕の家）の協力を得て新資料を発掘、作品化したもの。本書をもとにNHK大阪放送局が井上馨と伊藤博文の友情をテーマにした「友がいれば越えていける」を製作、2015（平成27）年1月７日の歴史秘話ヒストリアで放映。その延長線上に、同年12月3日の井上馨の百回忌法要に堀は井上家の菩提寺・永谷寺（麻布）に招かれ、霞会館（旧華族会館）で追悼講演第１部の講師を務めた（第2部の講師は東京大学名誉教授の伊藤隆）。このときの講演記録は、井上家が「井上馨百回忌念講演会講演集」としてまとめ、関係者に配布すると共に、国会図書館やゆかりのある山口県立図書館などに寄贈している。
『井上馨』に続き、堀が執筆した『鮎川儀介　―日産コンツェルンを作った男』（2016年、弦書房）は井上家から親戚筋にあたる鮎川家を紹介され、作品作りが進められた。本書では東京の日本水産本社が協力し、同社を通じて日産コンツェルンを長年研究してきた宇田川勝（法政大学名誉教授）を取材。宇田川もまた、直後に出した『日産の創業者　鮎川儀介』（2017年、吉川弘文館）の「はしがき」で、戦後刊行された鮎川の代表的研究書として小島直記『鮎川儀介伝』、小沢親光『鮎川儀介伝』、井口治夫『鮎川儀介と経済的国際主義』と共に堀の作品を挙げている。山口放送は、堀の『鮎川儀介』をもとに1時間の没後50年特別記念番組『産業ユートピアを夢見た男』を製作。堀も脚本づくりに参画し、2017（平成29）年2月25日に山口県内で放映。つづいて同年10月22日に系列の日テレBSで全国放送されたことで反響を呼び、鮎川儀介の孫・鮎川純太より「日産で騒動が起きている」と堀に連絡が入る。その後、2018（平成30）年11月19日に日産自動車のカルロス・ゴーン会長が金融商品取引法違反で逮捕され、国外逃亡する事件が起きた。
堀が2017（平成29）年2月に弦書房から上梓した『関門の近代　―二つの港から見た一〇〇年』は、祖母ミツエの実母・京の家系である徳山の久野家の資料をもとに著した作品。「あとがき」で、「門司港は明治三〇年生まれの祖母（父方）の親元があった」として、出光佐三、中野真吾と共に「門司の三羽烏」と称された久野勘助の家を紹介している。
2021（令和３）年11月に宇部市が市制施行100周年を迎えることで、市とコラボで堀が宇部市制出版企画実行委員会を立ち上げ、同年8月に同会及び弦書房より刊行した『村野藤吾と俵田明　ー革新の建築家と実業家ー』は、第34回和辻哲郎文化賞の一般部門（推薦109点）の最終候補（上位5点）まで残った。選考委員の阿刀田高氏は、「〈建築は時代の思想を含んで激変しているんだ〉とわかり、現在にふさわしい力作」と選考評で同作を評価している（姫路文学館〔和辻哲郎文化賞事務局〕発行『第34回和辻哲郎文化賞受賞作発表資料』）。